# Jérôme Soret
Pour les articles homonymes, voir Soret.
Jérôme Soret est un photographe français, né le 11 mars 1967 à Marmande.

## Biographie
Jérôme Soret se consacre essentiellement au portraits, aux natures mortes et aux photographies d'architecture.
Les photographes qui ont marqué Jérôme Soret sont André Kertész, Mario Giacomelli, Robert Frank et William Eggleston entre autres.
En 1999, il a obtenu une aide du Ministère de la Culture.

## Collections
- Maison européenne de la photographie
- Bibliothèque nationale de France

## Expositions (sélection)

### Expositions personnelles
- Jérôme Soret est représenté par la Galerie Agathe Gaillard à Paris, où il a exposé en 
  - 1er juin - 8 juillet 1999 : Jérôme Soret. Abandonnés[1],
  - 2002 : Attention objets[2],
  - 2004 : Paris la nuit I[3],
  - 2006 : Paris la nuit II[4],
  - 2012 : Paysage de l'ordinaire timide[5].

- 1998 Centre des Bords de Marne, Le Perreux-sur-Marne.
- 2000 Biennale de Châteaumeillant.
- 2001 Galerie Andronne, Saint-Émilion.
- 17 octobre - 31 décembre 2003 : Nature morte, etc., Château de Belcastel[6].
- 2004 Still life, Centre culturel Pier Paolo Pasolini, Agrigente, Italie[7].
- 2005 Paris Photo (collective).
- 2006 Blanche et noire est la rue, Galerie PHOTO4, Paris.
- 2007  Galerie Andronne, Saint-Émilion.
- 27 mai - 26 juin 2010 : Jérôme Soret. Éloge du moindre, Galerie Lucie Weill & Seligmann, Paris[8].
- décembre 2018 : Incredible India, Watson' pub, Périgueux[9].

Soret a aussi exposé en Grèce à Thessalonique.

### Expositions collectives
- 5 octobre 2020 - 20 mai 2021 : Écrire en noir et blanc, Galerie Ithaque, Paris ; photograhies de Bill Brandt, Édouard Boubat, Ralph Gibson, Manuel Álvarez Bravo, Jérôme Soret, Jean-Philippe Charbonnier, Claude Iverné, Alexandre Arminjon[10].